# Deutsches Meisterschaftsrudern 1938
Das 51. Deutsche Meisterschaftsrudern wurde 1938 in Heilbronn ausgetragen. Wie bereits im Vorjahr wurden Medaillen in neun Bootsklassen vergeben. Davon sieben bei den Männern und zwei bei den Frauen.

## Medaillengewinner

### Männer
| Bootsklasse            | Gold | Silber | Bronze |
| ---------------------- | --- | --- | --- |
| Einer                  | Josef Hasenöhrl (Wiener RV Ellida) | Heinz Neuburger (WSV Godesberg) | Willi Füth (RG Victoria Berlin-Grünau) |
| Doppelzweier           | Frankfurter RG Germania 1869 Eduard Paul Ludwig Marquardt | Rgm. RV Rüsselsheim / Schweinfurter RC Franken Georg von Opel Willi Kaidel                                                                                          | Keine weiteren Boote angetreten. |
| Zweier ohne Steuermann | RK am Wannsee Rudolf Eckstein Heinrich Stelzer | Mannheimer RC von 1875 Willi Eichhorn Hugo Strauß | Keine weiteren Boote angetreten. |
| Zweier mit Steuermann  | RV Friesen Berlin Gerhard Gustmann Herbert Adamski Günter Holstein (Stm.)                                                                                               | Hannoverscher RC von 1880 Hans Meyer auf der Heide Friedrich Melching Kurt Kenngott (Stm.)                                                                          | RC Triton Stettin Heinz Hecht R. Botz H.-Fr. Grewe (Stm.) |
| Vierer ohne Steuermann | Regensburger RV von 1898 Karl Dümler Willy Buechl Kurt Geßner Karl Heigl                                                                                                | Rgm. Erster Breslauer RV / RG Breslau Bernhard Buchholz Herbert Schmiegelt Peter Schirmer Günther Matthes                                                           | Schweriner RG von 1874/75 Erwin Krüger Hans Franck Otto Krüger Arnold Harder                                                                                           |
| Vierer mit Steuermann  | RV Wratislavia Breslau Paul Jung Walter Gotthardt Heinz Lückenga Ulrich Kleiner Fritz Bauer (Stm.)                                                                      | Regensburger RV von 1898 Karl Dümler Willy Buechl Kurt Geßner Karl Heigl Adolf Stoll (Stm.)                                                                         | Berliner RC Kurt Pennrich Wilhelm Liepe Heinz Kaufmann Herbert Schmidt Friedrich-Wilhelm Schüffler (Stm.)                                                              |
| Achter                 | Berliner RC Eberhard Kösling Walter Fuglsang Hans-Joachim Hannemann Fritz Braunsdorf Joachim Charlé Walter Volle Herbert Buhtz Erich Buschmann Carlheinz Neumann (Stm.) | Mannheimer RV Amicitia von 1876 Robert Geißinger Alfred Albus Werner Schönwald Leo Stech Ludwig Größle Edmund Waßmann Ernst Gaber Rudi Bosch Walter Salzmann (Stm.) | RK am Wannsee Helmut Lalla Clemens Harmuth Alfred Heimannsberg Karl Horstkötter Wilhelm Frigger Heinrich Stelzer Rudolf Eckstein Alfred Wiedermann Dieter Arend (Stm.) |

### Frauen
| Bootsklasse                              | Gold | Silber | Bronze                                                                                          |
| ---------------------------------------- | --- | --- | ----------------------------------------------------------------------------------------------- |
| Doppelvierer mit Steuerfrau              | 1. Frauen-RC Hannover 1928 Ilse Meyer Gusta Müller Sofie Müller Gretel Bischoff Olly Lohsträter (Stf.)           | Ruderclub Obotrit von 1871 Ursula Langefeld Ruth Mecklenburg Ruth Becker Ingeborg Metz Elisabeth Schnoor (Stf.) | RV Bochum von 1920 Gerda Hülsmann Luise Otto Gerda Flothmann Margret Krumm Anna Hageböck (Stf.) |
| Doppelvierer mit Steuerfrau (Stilrudern) | RV Rückertschule Berlin-Schöneberg Ursula Friese Herta Nordhausen Ilse Brandt Ruth Franck Liselotte Mayer (Stf.) | Casseler Frauen-RV Friedel Strunk Isa Gerstung Hannelore Giesen Anneliese Wollstein Olly Degenhardt (Stf.)      | Keine weiteren Boote angetreten.                                                                |